# (6653) Feininger
(6653) Feininger es un asteroide perteneciente al cinturón de asteroides, región del sistema solar que se encuentra entre las órbitas de Marte y Júpiter, descubierto el 10 de diciembre de 1991 por Freimut Börngen desde el Observatorio Karl Schwarzschild, en Tautenburg, Alemania.

## Designación y nombre
Designado provisionalmente como 1991 XR1. Fue nombrado en honor al pintor y artista gráfico estadounidense Lyonel Feininger (1871-1956). Descendiente de una familia de músicos alemanes, residió en Alemania (Hamburgo, Berlín, Weimar y Dessau) de 1887 a 1937, prácticamente sin interrupción. Inicialmente caricaturista, en 1907 comenzó a crear pinturas arquitectónicas y paisajísticas con un estilo muy personal, similar al cubismo. Feininger fue un maestro de la Bauhaus y un apasionado de Weimar y de numerosos pueblos de Turingia. Unas 120 de sus obras representan la iglesia de Gelmeroda. Proscrito por los nazis, regresó a Estados Unidos y, a partir de 1939, pintó su serie "Rascacielos de Manhattan". En 1947, se convirtió en presidente de la Federación de pintores y escultores estadounidenses.

## Características orbitales
Feininger está situado a una distancia media del Sol de 2,913 ua, pudiendo alejarse hasta 3,151 ua y acercarse hasta 2,674 ua. Su excentricidad es 0,082 y la inclinación orbital 1,970 grados. Emplea 1815,51 días en completar una órbita alrededor del Sol.
Pertenece a la familia de asteroides de (158) Koronis.

## Características físicas
La magnitud absoluta de Feininger es 12,98. Tiene 6,170 km de diámetro y su albedo se estima en 0,386.